# Lydia Koidula

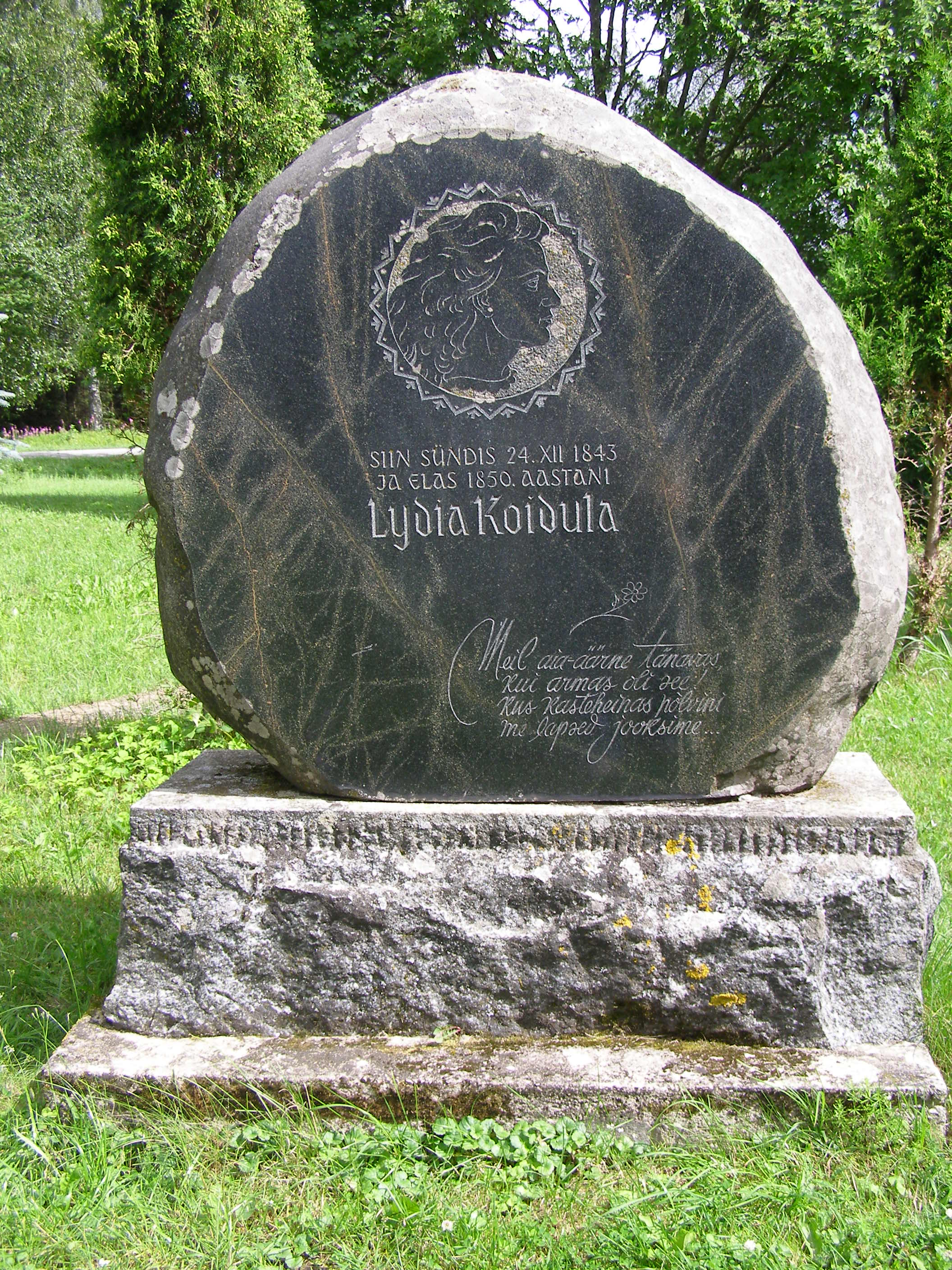
Pamiątkowy obelisk poświęcony L. Koiduli w Vändra

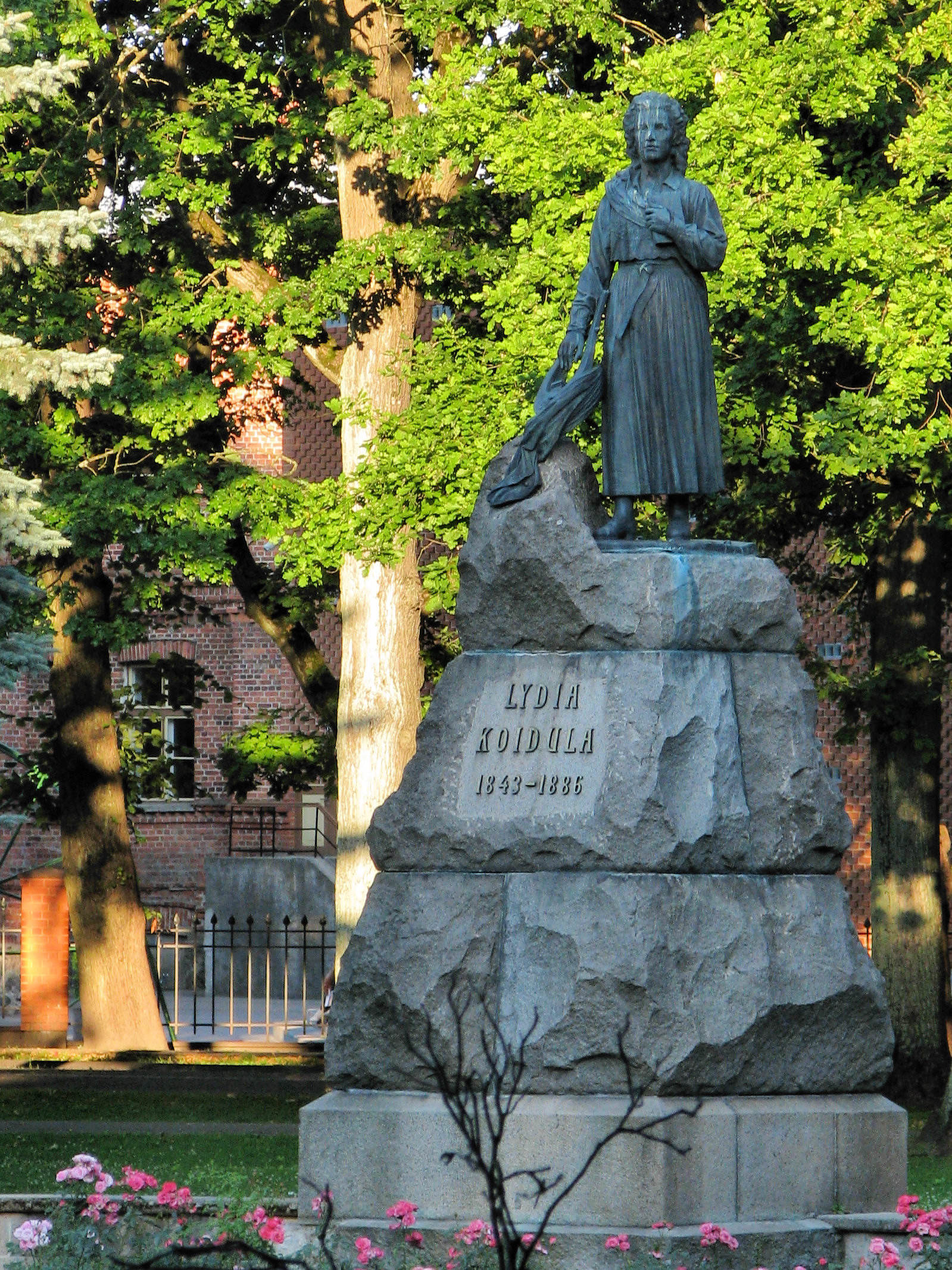
Pomnik L. Koiduli w parku jej imienia w Parnawie

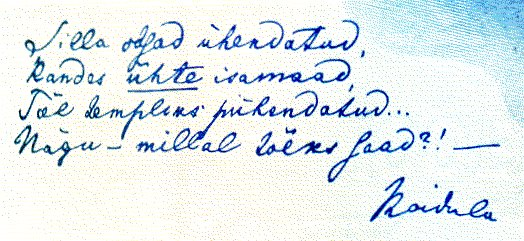
Autograf poetki na rewersie banknotu 100-koronowego

Lydia Koidula, właśc. Lidia Emilie Florentine Jannsen (ur. 24 grudnia 1843 w Fennern, zm. 11 sierpnia 1886 w Kronsztadzie) – estońska poetka, dramatopisarka, dziennikarka i nowelistka, uznawana za „matkę” estońskiej sztuki dramatycznej. Jedna z najbardziej znanych postaci estońskiego przebudzenia narodowego. Była córką Johanna Voldemara Jannsena – poety i dziennikarza.

## Życiorys
W 1850 roku wraz z rodziną przyjechała do Parnawy, gdzie w 1861 roku ukończyła niemiecką szkołę dla dziewcząt, a w następnym roku zdała egzamin na guwernantkę. Oprócz niemieckiego i rodzinnego estońskiego znała również języki rosyjski, francuski i włoski. Jej głównym zajęciem przez długie lata była pomoc ojcu w obowiązkach redaktora i wydawcy tygodnika Perno Postimees, a po przeprowadzce w 1864 roku do Tartu – Eesti Postimees. Wśród jej najbliższych znajomych byli wówczas estońscy pisarze Carl Robert Jakobson i Friedrich Reinhold Kreutzwald. W 1868 roku poznała łotewskiego lekarza Eduarda Michelsona, z którym pobrała się w 1873 roku i wyjechała z kraju, aby osiąść w Kronsztadzie. Miała troje dzieci.
Lydia Koidula zmarła w Kronsztadzie na raka sutka. Jej ostatni wiersz nosił tytuł Enne surma - Eestimaale! (Przed śmiercią, Do Estonii!). Szczątki poetki spoczywają dziś na cmentarzu zasłużonych Metsakalmistu w Tallinnie.

## Twórczość
Estońskie tradycje narodowe, żywe w rodzinie i wśród znajomych poetki, znalazły odbicie w jej dziełach. Twórczość Lydii Koiduli obejmowała liczne wiersze, opiewające piękno estońskiej przyrody, lirykę patriotyczną, krótkie formy epickie i sztuki teatralne. Jej pierwsze opowiadanie pt. Oja mölder ja tema minia (Młynarz i jego synowa) ukazało się jako osobne wydanie w 1863 roku. Po kilku innych utworach, publikowanych pod nazwiskiem ojca, wydała dwa tomiki poezji: Vainulilled (Kwiaty polne, 1866) i Emajõe ööbik (Słowik znad rzeki Emmajõgi, 1867). Zwłaszcza drugi z nich, w całości poświęcony Estonii, stał się wkrótce jednym z głównych dzieł okresu estońskiego odrodzenia narodowego, a zamieszczone w nim wiersze (do wielu skomponowano później muzykę) do dziś są szeroko znane przez społeczeństwo Estonii.
Na pierwszym estońskim festiwalu pieśni (Esimene eesti üldlaulupidu) w Tartu w 1869 roku odśpiewano po raz pierwszy dwie pieśni do słów poetki: Sind Surmani (Aż do śmierci) oraz Mu isamaa on minu arm (Mój kraj jest moją miłością). Druga z nich pełniła rolę nieoficjalnego hymnu Estończyków w czasach radzieckich, gdy śpiewanie oficjalnego hymnu estońskiego Mu isamaa, mu õnn ja rõõm z lat międzywojennych do słów jej ojca było zakazane. Pieśń ta po dziś dzień kończy też każdy kolejny estoński festiwal pieśni.
W 1870 roku, w świeżo założonym towarzystwie Vanemuine, Lydia Koidula wyreżyserowała komedię pt. Saaremaa onupoeg (Kuzyn z Saaremaa) bazującą na niemieckiej farsie Theodora Körnera pt. Kuzyn z Bremy i zaadaptowaną przez nią do warunków estońskich. Rok później wystawiła już całkowicie własną sztukę pt. Säärane mulk. Ehk, Sada vakka tangusoola, która jest uznawana jako pierwsze oryginalne dzieło dramaturgii estońskiej.

## Pamiątki
W Parnawie znajduje się park nazwany imieniem poetki (Koidula park), a w nim pomnik Lydii Koiduli – dzieło rzeźbiarza A. Adamsona z 1929 roku. W parnawskiej dzielnicy Ülejõe przy ulicy J. V. Jannsena nr 37 znajduje się muzeum poświęcone poetce. Mieści się ono w budynku dawnej szkoły, w którym pracował jej ojciec i mieszkała jej rodzina. Imię poetki nosi również jedno z gimnazjów w Parnawie.
Portret Lydii Koiduli figurował na estońskim banknocie o nominale 100 koron (wycofanym z obiegu po wprowadzeniu euro w 2011 roku).